# 427년

## 연호
- 유송(劉宋) 원가(元嘉) 4년
- 북위(北魏) 시광(始光) 4년
- 서진(西秦) 건홍(建弘) 8년
- 북량(北凉) 현시(玄始) 16년
- 북연(北燕) 태평(太平) 19년
- 하(夏) 승광(承光) 3년

## 기년
- 유송(劉宋) 문제(文帝) 4년
- 북위(北魏) 태무제(太武帝) 4년
- 신라(新羅) 눌지 마립간(訥祗麻立干) 11년
- 고구려(高句麗) 장수왕(長壽王) 15년
- 백제(百濟) 구이신왕(久爾辛王) 8년 / 비유왕(毗有王) 원년

## 사건
- 고구려의 장수왕이 국내성에서 평양으로 천도하고, 국호를 고려(高麗)로 바꾸었다.
- 백제, 구이신왕 독살당함. 비유왕 왕의 자리에 오름.

## 사망
- 백제(百濟) 19대 왕 구이신왕(久爾辛王)